# Петър Атанасов (езиковед)
Вижте пояснителната страница за други личности с името Петър Атанасов.
Петър Атанасов (на македонска литературна норма: Петар Атанасов) е виден езиковед от Северна Македония, специалист по румънско езикознание и в частност по мъгленорумънския и арумънския език.

## Биография
Атанасов е роден в 1939 година в мъгленорумънското село Хума, Кралство Югославия. Завършва Скопския университет, където защитава и докторат, а след това прави следдипломна квалификация и магистратура в Белградския университет. Атанасов преподава френски и румънски език в катедрата по романски езици и литератури на Скопския университет. Преподава македонски език в Националния институт за източни езици и цивилизации в Париж.
В 1995 година кабинетът на френския министър-председател връчва на Атанасов ордена „Академични палми“ за „неговите заслуги за френската култура“. В 2011 година Атанасов получава медала „Заслуга към образованието“ от румънското президентство.